# Governo belga no exílio
```
   |-
       |
Erro:
:  
valor não especificado para "
nome_comum
"

   |-
       | 
Erro:
:  
valor não especificado para "
continente
"
```

O governo belga em Londres (em francês:  Gouvernement belge à Londres, em neerlandês:  Belgische regering in Londen), também conhecido como Governo de Pierlot IV, foi o governo no exílio da Bélgica entre outubro de 1940 e setembro de 1944 durante a Segunda Guerra Mundial. O governo era tripartido, envolvendo ministros dos partidos Católico, Liberal e Trabalhista. Após a invasão da Bélgica pela Alemanha Nazista em maio de 1940, o governo belga, sob o primeiro-ministro Hubert Pierlot, fugiu primeiro para Bordéus na França e depois para Londres, onde se estabeleceu como a única representação legítima da Bélgica para os Aliados.
Apesar de não ter mais autoridade em seu próprio país, o governo administrou o Congo Belga e manteve negociações com outras potências aliadas sobre a reconstrução do pós-guerra. Os acordos feitos pelo governo no exílio durante a guerra incluíram a fundação da União Aduaneira do Benelux e a admissão da Bélgica nas Nações Unidas. O governo também exerceu influência dentro do exército belga no exílio e tentou manter ligações com a resistência belga clandestina.

## História

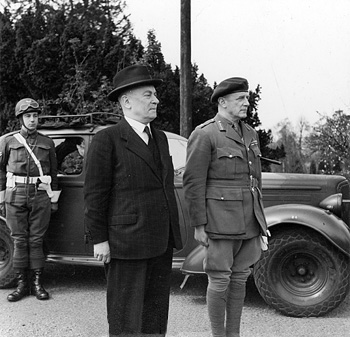
Hubert Pierlot (à esquerda), primeiro-ministro do governo no exílio, abril de 1944.

Politicamente, a política belga foi dominada no período entre guerras pelo Partido Católico, geralmente em coalizão com o Partido Trabalhista Belga (POB-BWP) ou o Partido Liberal. A década de 1930 também viu o aumento da popularidade dos partidos fascistas na Bélgica; mais notavelmente Rex, que atingiu o pico na eleição de 1936 com 11% dos votos.  Desde o início da década de 1930, a política externa e interna belga foi dominada pela política de neutralidade; deixando tratados e alianças internacionais e tentando manter boas relações diplomáticas com a Grã-Bretanha, França e Alemanha. 
Apesar dessa política, a Bélgica foi invadida sem aviso pelas forças alemãs em 10 de maio de 1940. Após 18 dias de combates, os militares belgas se renderam em 28 de maio e o país foi colocado sob o controle de um governo militar alemão. Entre 600.000  e 650.000  homens belgas (quase 20% da população masculina do país)  foram mobilizados para lutar.
Ao contrário da Holanda ou Luxemburgo, cujas monarquias foram para o exílio junto com o governo, o rei Leopoldo III se rendeu aos alemães junto com seu exército – contrariando os conselhos de seu governo. Nos dias anteriores à sua rendição, ele supostamente tentou formar um novo governo sob o socialista pró-nazista Hendrik de Man, embora isso nunca tenha acontecido.  Ele permaneceu prisioneiro dos alemães, em prisão domiciliar, pelo resto da guerra.  Embora o governo tenha tentado brevemente negociar com as autoridades alemãs do exílio na França, as autoridades alemãs aprovaram um decreto proibindo membros do governo belga de retornar ao país e as negociações foram abandonadas. 

## Estabelecimento em Londres

### Refúgio na França

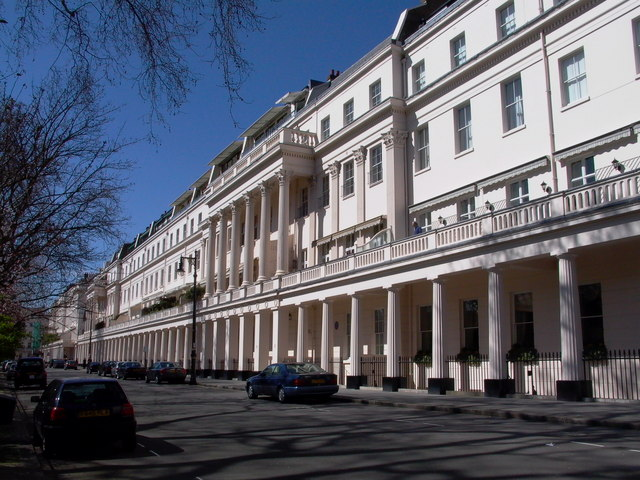
O lado norte da Eaton Square, em Londres, onde o governo foi estabelecido em 1940 e permaneceu até setembro de 1944.

O governo belga na França pretendia seguir o governo francês de Paul Reynaud ao império francês para continuar a luta.  O governo foi brevemente estabelecido em Limoges onde, sob pressão do governo francês, denunciaram a rendição de Leopoldo.  O Governo Militar foi colocado sob o controle do General Alexander von Falkenhausen, um aristocrata e soldado de carreira.  No entanto, quando Reynaud foi substituído pelo pró-alemão Philippe Pétain, esse plano foi abandonado.  Apesar da hostilidade do novo regime de Vichy, o governo de Pierlot permaneceu na França. Em carta de 16 de setembro de 1940, o governo de Petain exigia a dissolução do governo belga, ainda na época em Bordéus:
O governo belga, cuja atividade na França é, há algum tempo, puramente teórica, decidirá se dissolver. Alguns de seus membros permanecerão na França como particulares, enquanto outros irão para o exterior. Esta decisão faz parte da supressão de missões diplomáticas de países ocupados pela Alemanha, cuja necessidade foi apontada ao governo francês pelo Reich.— Carta do governo francês de Vichy, 16 de setembro de 1940.

### Mudança para Londres
Enquanto o governo de Pierlot ainda estava na França, o ministro da Saúde belga, Marcel-Henri Jaspar, chegou a Londres no dia 21 de junho. Jaspar acreditava que o governo de Pierlot pretendia se render aos alemães e estava determinado a evitá-lo. Jaspar manteve conversações com Charles De Gaulle, e no dia 23 de junho fez um discurso na rádio BBC, no qual afirmou que estava formando pessoalmente um governo alternativo para continuar a luta.  Sua postura foi condenada pelo governo de Pierlot em Bordeaux, e ele foi recebido friamente pelo embaixador belga em Londres, Emile de Cartier de Marchienne.  Jaspar, acompanhado pelo burgomestre socialista de Antuérpia Camille Huysmans, junto com outros chamados "Rebeldes de Londres" formaram seu próprio governo em 5 de julho de 1940.  Os britânicos, no entanto, relutaram em reconhecer o governo de Jaspar-Huysmans. 

"O atual governo belga é um gargalo, mas é, pelo que entendi, um gargalo de linhagem inquestionável, por assim dizer."

Alexander Cadogan do britânico Foreign Office, dezembro de 1940.
O desafio à autoridade do governo de Pierlot estimulou-o a agir.  Albert de Vleeschauwer, Ministro das Colônias de Pierlot, chegou a Londres no mesmo dia em que o governo de Jaspar-Huysmans foi formado.  Como o único ministro belga com poder legal fora da própria Bélgica, De Vleeschauwer, junto com Camille Gutt que chegou logo depois, por sua própria iniciativa, foi capaz de formar um "Governo de Dois" temporário com a aprovação britânica em Londres.  Gutt marginalizou politicamente De Vleeschauwer e, a partir de então, ele atuou apenas como uma figura secundária no governo.  Os dois esperaram que Paul-Henri Spaak e Pierlot, que haviam sido detidos na Espanha Franquista a caminho da França, se juntassem a eles.  Pierlot e Spaak chegaram a Londres em 22 de outubro de 1940, marcando o início do período do "Governo dos Quatro", proporcionando ao governo "oficial" a legitimidade do último primeiro-ministro eleito da Bélgica.   Os britânicos desconfiavam de muitos dos ministros belgas, bem como do tamanho e da legitimidade do próprio governo. No entanto, com a chegada do primeiro-ministro, foi aceite com relutância.
A maior parte do governo belga estava instalada em Eaton Square, na área de Belgravia, em Londres, que antes da guerra era o local da Embaixada da Bélgica. Outros departamentos governamentais foram instalados nas proximidades de Hobart Place, Belgrave Square e Knightsbridge.  Os escritórios do governo belga estavam situados perto de outros governos no exílio, incluindo Luxemburgo, em Wilton Crescent,  e os Países Baixos em Piccadilly.  Aproximadamente 30 membros do Parlamento belga conseguiram escapar da Bélgica e fixaram residência em Londres e no Congo Belga. 
Em dezembro de 1940, os britânicos reconheceram o "governo dos quatro" como a representação legal da Bélgica, com o mesmo status dos outros governos no exílio:
O Governo de Sua Majestade considera os quatro ministros belgas que compõem o governo belga em Londres como o governo legítimo e constitucional da Bélgica e competente para exercer total autoridade em nome do Estado Soberano da Bélgica .

## Composição
Inicialmente com apenas quatro ministros, o governo logo se juntou a vários outros. O governo no exílio era composto por políticos e servidores públicos em vários departamentos do governo. A maioria concentrava-se nos Ministérios das Colónias, das Finanças, dos Negócios Estrangeiros e da Defesa, mas com poucos quadros noutros.  Em maio de 1941, havia cerca de 750 pessoas trabalhando no governo de Londres em todas as funções. 

### "Governo dos Quatro"

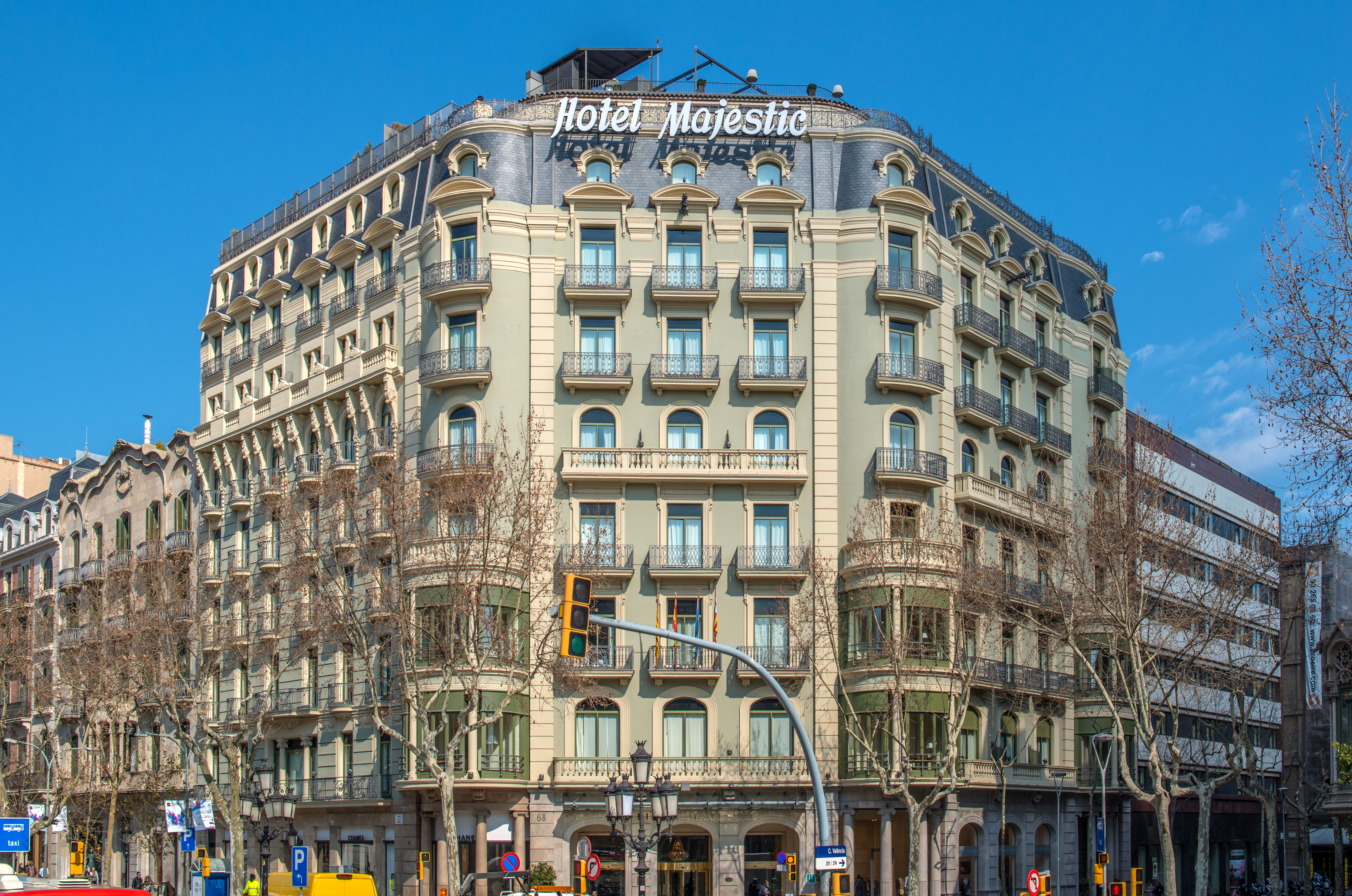
O Hotel Majestic em Barcelona. Pierlot e Spaak escaparam da polícia espanhola no hotel para vir para a Grã-Bretanha no outono de 1940. Isso é comemorado por uma placa no prédio.

| [ 21 ] | [ 21 ] | Cargo                                          | Nome                   | Partido                       |
| ------ | ------ | ---------------------------------------------- | ---------------------- | ----------------------------- |
|        |        | Primeiro Ministro – Educação Pública e Defesa  | Hubert Pierlot         | Católico                      |
|        |        | Negócios Estrangeiros, Informação e Propaganda | Paul-Henri Spaak       | Trabalhista                   |
|        |        | Assuntos Financeiros e Econômicos              | Camille Gutt           | Nenhum (especialista técnico) |
|        |        | Colônias e Justiça                             | Albert de Vleeschauwer | Católico                      |

### Ministros sem Pasta
|  |  | Nome                          | Partido                       |
|  |  | ----------------------------- | ----------------------------- |
|  |  | Henrique Denis                | Nenhum (especialista técnico) |
|  |  | Paul-Émile Janson †(até 1943) | Liberal                       |
|  |  | Léon Matagne                  | Trabalhista                   |
|  |  | Eugène Soudan                 | Trabalhista                   |

|  |  | Nome                                         | Partido  |
|  |  | -------------------------------------------- | -------- |
|  |  | Charles d'Aspremont Lynden                   | Católico |
|  |  | Arthur Vanderpoorten † (até janeiro de 1943) | Liberal  |
|  |  | August de Schryver (até 3 de maio de 1943)   | Católico |

Mudanças
- 19 de fevereiro de 1942

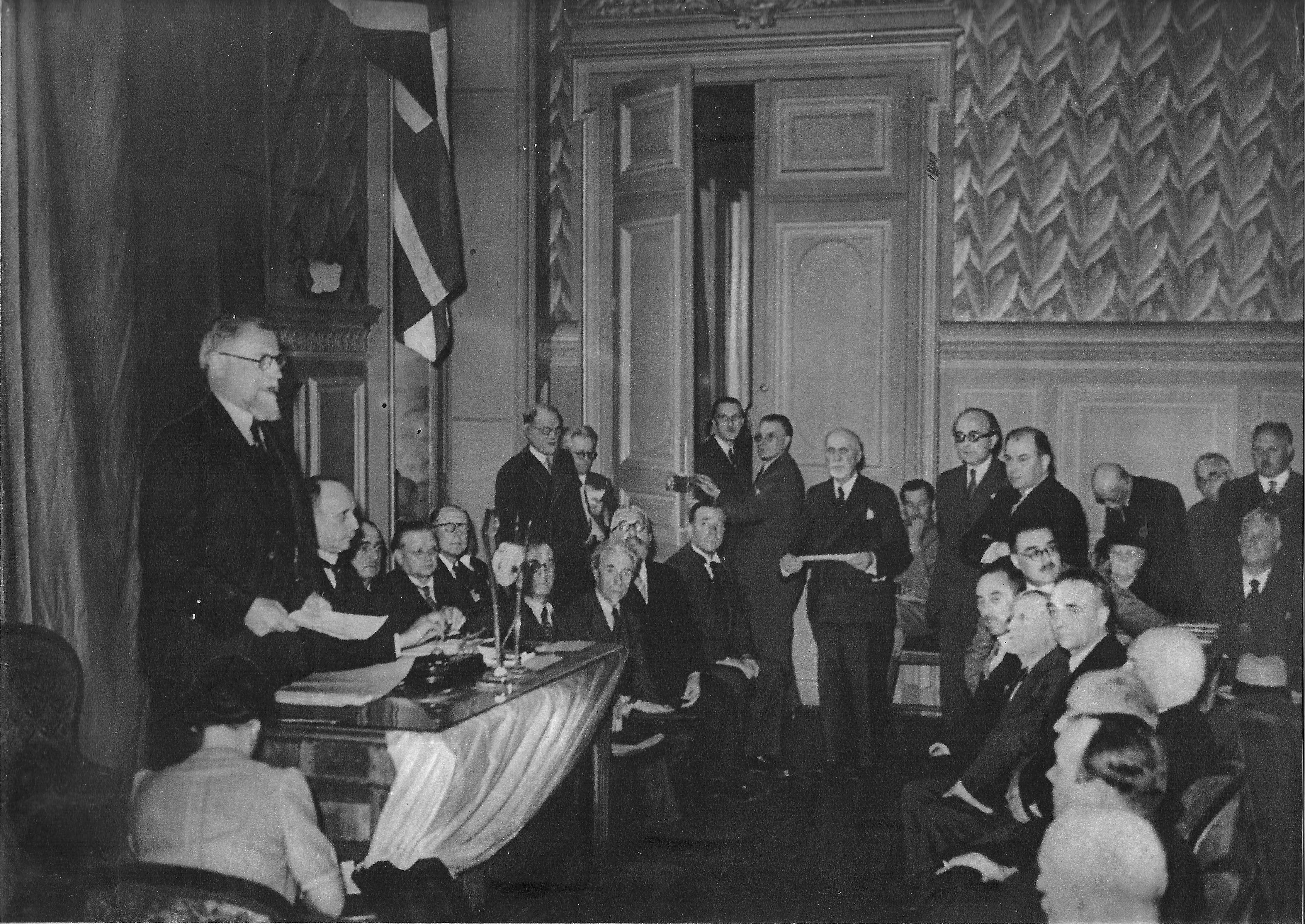
Frans Van Cauwelaert, Presidente da Câmara na França, junho de 1940. Ele passaria a guerra longe do resto do governo, em Nova Iorque.

  - Julius Hoste (Liberal) torna-se Subsecretário de Educação Pública.[22]
  - Henri Rolin (POB-BWP) torna-se Subsecretário de Defesa.[23]
  - Gustave Joassart (especialista técnico) torna-se Subsecretário de Auxílio a Refugiados, Trabalho e Previdência Social.[22]
- 2 de outubro de 1942
  - Antoine Delfosse (católico) torna-se Ministro da Justiça, Informação Nacional e Propaganda.[22]
  - Henri Rolin (POB-BWP) renuncia ao cargo de Subsecretário de Defesa, após um pequeno motim nas forças belgas livres.[23] Sua função é assumida por Hubert Pierlot, que se torna Ministro da Defesa Nacional, além de seus cargos existentes.[23]
- Janeiro de 1943
  - Arthur Vanderpoorten (Liberal), que se recusou a seguir o governo para Londres, é preso pelos alemães na França.[22] Mais tarde, ele morreria no campo de concentração de Bergen-Belsen.
- 3 de maio de 1943
  - August de Schryver (católico) torna-se ministro do Interior e da Agricultura, depois de ter exercido o cargo de ministro sem pasta.[22]
- 6 de abril de 1943
  - August Balthazar (POB-BWP) torna-se Ministro das Obras Públicas e Transportes.[22]
- 16 de julho de 1943
  - Gustave Joassart (especialista técnico) renuncia ao cargo de Subsecretário de Assistência a Refugiados, Trabalho e Previdência Social.[22]
- 3 de setembro de 1943
  - Joseph Bondas (POB-BWP) torna-se Subsecretário de Auxílio a Refugiados, Trabalho e Previdência Social.[22]
  - Raoul Richard (especialista técnico) torna-se Subsecretário de Suprimentos.[22]
- 30 de março de 1943
  - Paul Tschoffen (Católico) torna-se Ministro de Estado.[22]
- 6 de junho de 1944
  - Paul Tschoffen (Católico) torna-se Chefe da Missão de Assuntos Civis.[22]

## Papel
Esperava-se que o governo no exílio cumprisse as funções de um governo nacional, mas também representasse o interesse belga para as potências aliadas, levando Paul-Henri Spaak a comentar que "tudo o que resta da Bélgica legal e livre, tudo o que tem o direito de falar em o nome dela, está em Londres". 
A missão diplomática britânica na Bélgica, sob o comando do embaixador Lancelot Oliphant, foi anexada ao governo no exílio.  Em março de 1941, os americanos também enviaram um embaixador, Anthony Biddle Jr., para representar os Estados Unidos perante os governos no exílio da Bélgica, Holanda, Polônia e Noruega.  A União Soviética, que havia rompido relações diplomáticas com a Bélgica em maio de 1941 (fortemente influenciada pelo então vigente Pacto Nazi-Soviético), restabeleceu sua legação ao governo no exílio após a invasão alemã e acabou expandindo à categoria de Embaixada em 1943. 

### Refugiados belgas

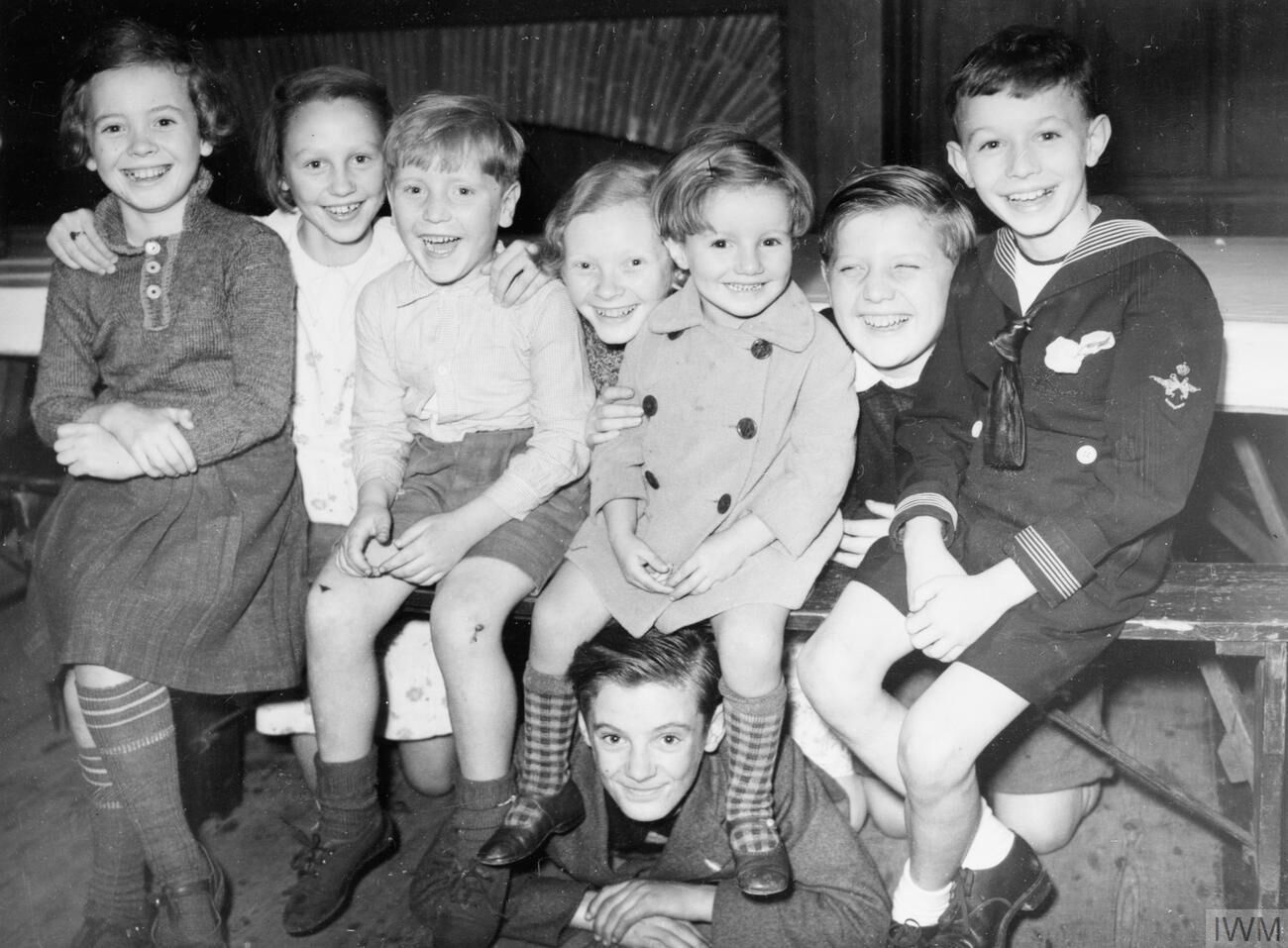
Crianças refugiadas belgas em Londres em 1940

Uma das preocupações mais prementes do governo no exílio em 1940 era a situação dos refugiados belgas no Reino Unido. Em 1940, pelo menos 15.000 civis belgas chegaram ao Reino Unido, muitos deles sem suas posses.  Os refugiados haviam sido originalmente tratados pelo governo britânico, no entanto, em setembro de 1940, o governo estabeleceu um Serviço Central de Refugiados para fornecer assistência material e emprego aos belgas na Grã-Bretanha. 
O público britânico era excepcionalmente hostil aos refugiados belgas em 1940, devido à crença de que a Bélgica havia traído os Aliados em 1940.  Um relatório da British Mass Observation observou um "sentimento crescente contra os refugiados belgas" no Reino Unido,  intimamente ligado à decisão de Leopoldo III de se render. 
O governo também esteve envolvido na provisão de instituições sociais, educacionais e culturais para refugiados belgas. Em 1942, o governo patrocinou a criação do Instituto Belga em Londres para entreter a comunidade de refugiados belgas em Londres.  Em 1943, havia também quatro escolas belgas na Grã-Bretanha com 330 alunos entre elas, em Penrith, Braemar, Kingston e Buxton. 

### Forças belgas livres

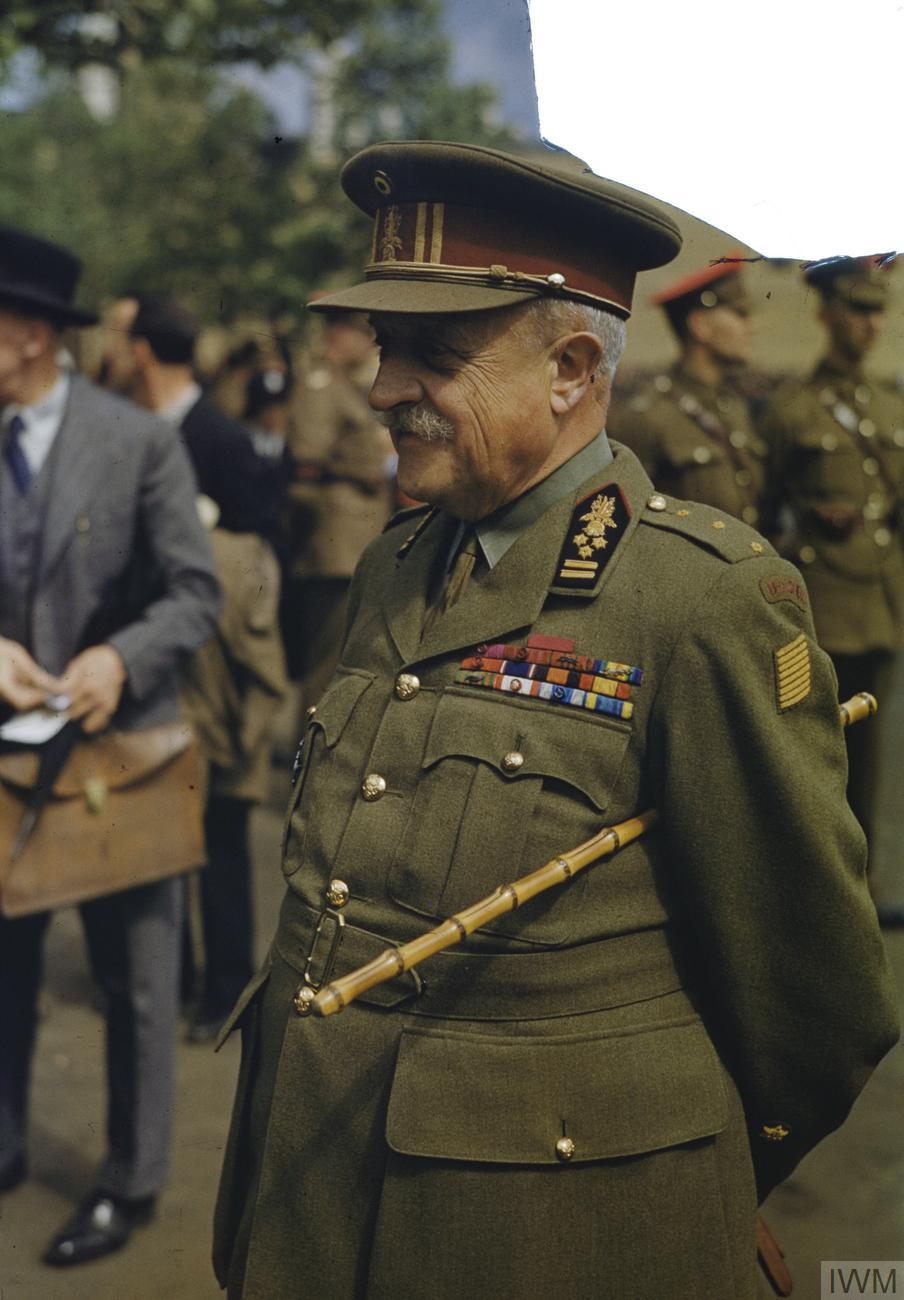
Victor van Strydonck de Burkel em Londres, 1943. Van Strydonck foi feito Barão por liderar uma carga de cavalaria em 1918.

Em uma transmissão na Rádio Francesa, logo após a rendição belga, Pierlot pediu a criação de um exército no exílio para continuar a luta:
Com a mesma coragem juvenil que atendeu ao chamado do governo, reunido com os elementos militares belgas na França e na Grã-Bretanha, um novo exército será convocado e organizado. Irá para a linha ao lado dos nossos aliados ... todas as forças de que dispomos serão postas ao serviço da causa que se tornou nossa ... Importa assegurar desde já e de forma tangível, a solidariedade que continua a unir as potências que nos apoiaram ...Original (em francês): Discurso na Rádio Francesa, 28 de maio de 1940— Hubert Pierlot (em francês)
Com algumas tropas belgas resgatadas de Dunquerque durante a Operação Dínamo, bem como emigrados belgas já residentes na Inglaterra, o governo no exílio aprovou a criação de um Camp Militaire Belge de Regroupement (CMBR; "Acampamento Militar Belga para Reagrupamento") em Tenby, País de Gales.  Em julho de 1940, o campo contava com 462 belgas, subindo para quase 700 em agosto de 1940.  Esses soldados foram organizados no 1º Batalhão de Fuzileiros em agosto, e o governo nomeou o tenente-general Raoul Daufresne de la Chevalerie como comandante e Victor van Strydonck de Burkel como inspetor-geral da nova força.  Aviadores belgas participaram da Batalha da Grã-Bretanha e o governo belga mais tarde conseguiu fazer lobby com sucesso para a criação de dois esquadrões totalmente belgas dentro da Royal Air Force , bem como a criação de uma seção belga dentro da Royal Navy.
Durante os primeiros anos da guerra, existiu certa tensão entre o governo e o exército, que dividia sua lealdade entre o governo e o rei. As forças belgas livres, em particular a infantaria que vinha treinando desde 1940, responsabilizaram o governo por não ter permissão para lutar. Em novembro de 1942, 12 soldados belgas se amotinaram, reclamando de sua inatividade. Em 1943, a postura monarquista do exército havia sido moderada, permitindo que o governo recuperasse o apoio dos militares. 

### Tratados e negociações

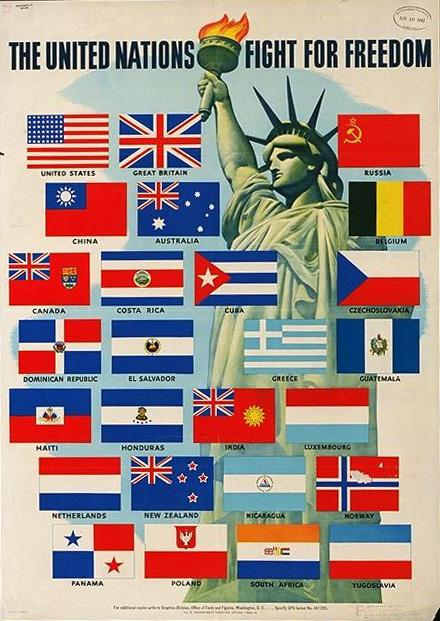
Cartaz representando as bandeiras das "Nações Unidas", incluindo a Bélgica, que assinaram a Declaração de 1942.

Em setembro de 1941, o governo belga assinou a Carta do Atlântico em Londres ao lado de outros governos no exílio, apresentando os objetivos comuns que os Aliados buscavam alcançar após a guerra.  Um ano depois, o governo assinou a Declaração das Nações Unidas em janeiro de 1942, com outras 26 nações, o que abriria um precedente para a fundação da Organização das Nações Unidas em 1945. 
A partir de 1944, os Aliados tornaram-se cada vez mais preocupados em estabelecer a estrutura da Europa do pós-guerra. Estes foram formalizados através de numerosos tratados e acordos de 1944. Em julho de 1944, Camille Gutt participou da Conferência de Bretton Woods nos Estados Unidos em nome do governo belga, estabelecendo o Sistema Bretton Woods de controles monetários. Durante as negociações, Gutt serviu como um importante intermediário entre os delegados das principais potências aliadas.  Por meio dos acordos, a taxa de câmbio do franco belga seria atrelada ao dólar americano após a guerra, enquanto a conferência também estabeleceu o Fundo Monetário Internacional (FMI), do qual Gutt seria o primeiro diretor. 
Em setembro de 1944, os governos belga, holandês e luxemburguês no exílio começaram a formular um acordo sobre a criação de uma União Aduaneira do Benelux.  O acordo foi assinado na Convenção Aduaneira de Londres em 5 de setembro de 1944, poucos dias antes do governo belga retornar a Bruxelas após a libertação.  A União Aduaneira do Benelux foi uma extensão importante de uma união pré-guerra entre a Bélgica e o Luxemburgo, e mais tarde formaria a base da União Económica do Benelux após 1958. 

## Autoridade
Ao contrário de muitos outros governos no exílio, que foram forçados a depender exclusivamente do apoio financeiro dos Aliados, o governo belga no exílio podia se financiar de forma independente. Em grande parte, isso se deveu ao fato de que o governo no exílio manteve o controle da maior parte das reservas de ouro nacionais belgas. Eles foram transferidos secretamente para a Grã-Bretanha em maio de 1940 a bordo da traineira naval A4 e forneceram um recurso importante.  O governo belga também controlava o Congo Belga, que exportava grandes quantidades de matérias-primas (incluindo borracha, ouro e urânio) das quais os Aliados dependiam para o esforço de guerra. 
O governo belga publicou seu próprio jornal oficial, o Moniteur Belge (Governo Oficial), de Londres. 

## Posturas

### Relações com Leopoldo III

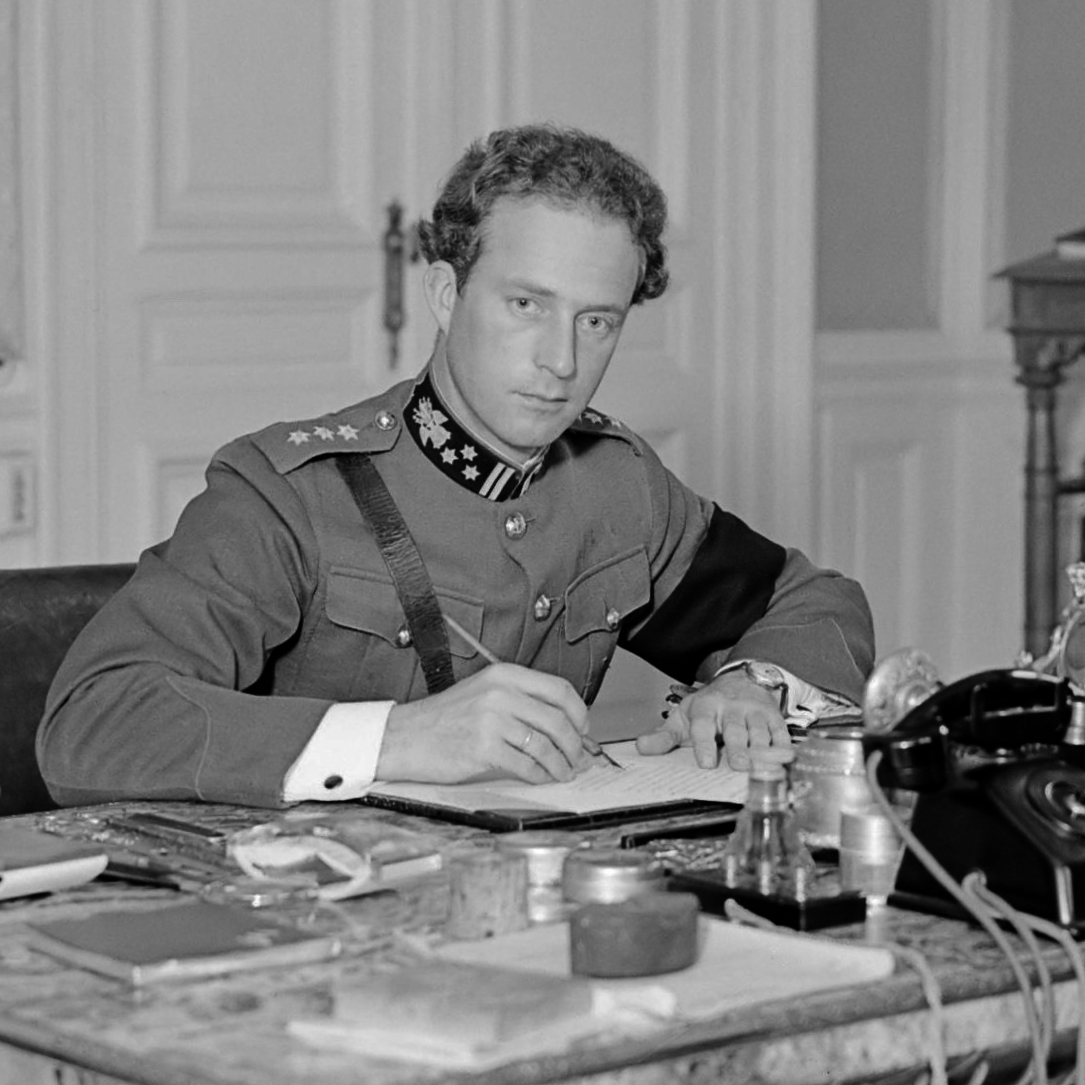
O rei Leopoldo III, fotografado em 1934, optou por permanecer na Bélgica como prisioneiro em vez de seguir seu governo para o exílio

Apesar de ser um monarca constitucional, o rei dos belgas ocupou um importante papel político na Bélgica antes da guerra. A decisão de Leopoldo III de se render aos alemães – sem consultar seus próprios ministros – indignou o gabinete belga.  A aparente oposição do rei a ela minou sua credibilidade e legitimidade. Nos primeiros anos da guerra, o rei foi visto como uma fonte alternativa de "governo" por muitos, incluindo figuras do exército belga livre, o que serviu para minar ainda mais o governo oficial em Londres. Mais tarde na guerra, o governo mudou sua posição para ser menos beligerante em relação ao rei.  A propaganda belga da época enfatizou a posição do rei como "mártir" e prisioneiro de guerra e o apresentou como compartilhando os mesmos sofrimentos do país ocupado.  Em um discurso de rádio em 10 de maio de 1941 (o primeiro aniversário da invasão alemã), Pierlot convocou os belgas a "se unirem em torno do rei-prisioneiro. Ele personifica nosso país assassinado. Seja tão leal a ele quanto nós somos aqui." 
De acordo com a Constituição de 1831, o governo belga tinha permissão para anular os desejos do rei se ele fosse declarado incompetente para reinar.  Em 28 de maio de 1940, sob pressão do governo francês, o governo de Pierlot na França declarou o rei estar sob o poder dos invasores e impróprio para reinar de acordo com o artigo 82, fornecendo fortes fundamentos legais e tornando-se a única fonte oficial de governo.   O governo, no entanto, recusou-se a declarar uma república.  Embora o rei permanecesse tecnicamente a única pessoa capaz de receber legações diplomáticas e concluir tratados, o governo no exílio conseguiu fazer as duas coisas de forma independente durante a guerra. 
No retorno à Bélgica, a questão do monarca permaneceu controversa e em 20 de setembro de 1944, logo após a libertação, o irmão de Leopoldo, Carlos, Conde de Flandres, foi declarado príncipe regente. 

### Relações com a Resistência
"Confiamos plenamente no poder da Grã-Bretanha para nos livrar da escravidão alemã ... Reivindicamos o direito de compartilhar o fardo e a honra desta luta na medida de nossos recursos modestos, mas não totalmente desprezíveis. Não somos derrotistas ..."

Camille Huysmans em uma transmissão de rádio de 23 de junho de 1940.
O governo de Jaspar-Huysmans pediu a criação de uma resistência organizada na Bélgica ocupada a partir de Londres, mesmo antes da rendição francesa em 1940.
O governo oficial, depois de chegar a Londres, conseguiu obter o controle sobre as transmissões de rádio em francês e holandês para a Bélgica ocupada, transmitidas pela BBC's Radio Belgique. A rádio era essencial para manter a resistência e o público informados, e foi colocada sob o controle do jornalista Paul Lévy.  Entre os que trabalhavam no rádio estava Victor de Laveleye, um ex-ministro do governo que trabalhava como locutor, a quem se atribui a invenção da campanha "V de Vitória". 
Durante os primeiros anos da guerra, o governo teve dificuldade em entrar em contato com a resistência na Bélgica ocupada. Em maio de 1941, a Légion Belge despachou um membro para tentar estabelecer contato, mas demorou um ano inteiro para ele chegar a Londres.  O contato por rádio foi brevemente estabelecido no final de 1941, mas foi extremamente intermitente entre 1942 e 1943. Uma conexão de rádio permanente (codinome "Stanley") com o maior grupo, o Armée Secrète só foi criada em 1944. 

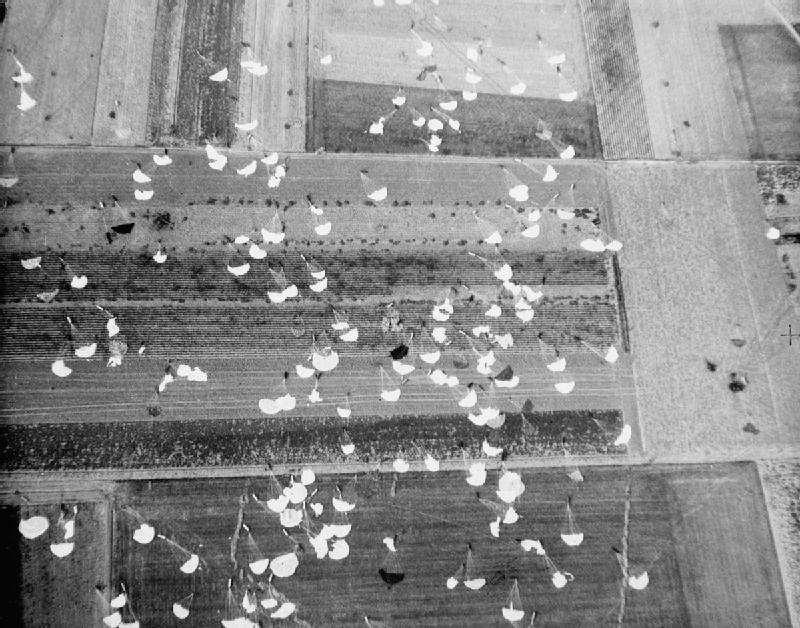
Suprimentos para a Resistência lançados por aeronaves britânicas no interior ao norte de Bruxelas.

O aparente isolamento do governo no exílio dos eventos na Bélgica significava que muitos grupos de resistência, particularmente aqueles cuja política diferia do governo estabelecido, o viam com desconfiança. O governo, por sua vez, temia que os grupos de resistência se transformassem em milícias políticas ingovernáveis após a libertação, desafiando a posição do governo e ameaçando a estabilidade política.  Apesar disso, a resistência frequentemente dependia de financiamento, equipamentos e suprimentos que apenas o governo no exílio e o Executivo de Operações Especiais britânico (SOE) eram capazes de fornecer.  Durante o curso da guerra, o governo no exílio entregou 124-245 milhões de francos, largados de pára - quedas ou transferidos através de contas bancárias em Portugal neutro, para o Armée Secrète sozinho. Somas menores foram distribuídas para outras organizações. 
O governo no exílio tentou reconstruir sua relação com a resistência em maio de 1944, estabelecendo um "Comitê de Coordenação" de representantes dos principais grupos, incluindo a Légion Belge, Mouvement National Belge, Groupe G e Front de l'Indépendance.  No entanto, o comitê se tornou redundante com a libertação em setembro.

## Retorno à Bélgica
"Ninguém havia sido avisado da nossa chegada. Os carros, que nos levaram à cidade, eram precedidos por um jipe. Um dos nossos colegas estava nele, gritando para os poucos cidadãos por onde passávamos: 'Aqui está o seu Governo'. Devo confessar que isso não produziu nenhuma reação, nem hostilidade nem entusiasmo, apenas total indiferença"

Paul-Henri Spaak, sobre o retorno do governo a Bruxelas
As tropas aliadas entraram na Bélgica em 1º de setembro de 1944.  Em 6 de setembro, os guardas galeses libertaram a capital, Bruxelas.  O governo no exílio voltou a Bruxelas em 8 de setembro de 1944.  A "Operação Gutt", um plano elaborado por Camille Gutt para evitar a inflação desenfreada na Bélgica libertada limitando a oferta de dinheiro, foi posta em ação com grande sucesso. 
Em 26 de setembro, Pierlot formou um novo governo de unidade nacional (Pierlot V) em Bruxelas. O novo governo incluiu muitos dos ministros (incluindo todos os "quatro") de Londres, mas pela primeira vez também incluindo os comunistas.  Em dezembro de 1944, um novo governo triparate foi formado, com Pierlot ainda como primeiro-ministro. Em 1945, tendo sido primeiro-ministro desde 1939, Pierlot foi finalmente substituído pelo socialista Achille Van Acker. 
O governo no exílio foi um dos últimos governos em que ainda estavam presentes os partidos tradicionais que dominaram a Bélgica desde a sua criação. Em 1945, o POB-BWP mudou seu nome para Partido Socialista Belga (PSB-BSP) e o Partido Católico tornou-se Partido Social Cristão (PSC-CVP).  

### Visões gerais
- Conway, Martin; Gotovitch, José, eds. (2001). Europe in Exile: European Exile Communities in Britain 1940–45 1st ed. New York: Berghahn. ISBN 1-57181-503-1
- Laureys, Veronique (2007). «The Belgian Government in Exile in London and the Jewish Question during the Second World War». Historical Research. 67 (132): 212–23. doi:10.1111/j.1468-2281.1994.tb01826.x
- Grosbois, Thierry (2002). «Les relations diplomatiques entre le gouvernement Belge de Londres et les Etats-Unis (1940–1944)». Guerres Mondiales et Conflits Contemporains (em francês). 2–3 (202–3): 167–87. doi:10.3917/gmcc.202.0167
- Laporte, Christian (31 Maio 2008). «Ici Londres, capitale de la Belgique libre ...». La Libre Belgique (em francês). Consultado em 7 Jul 2013
- Laporte, Christian (1 Set 1994). «Quatre ans à Londres: Eaton Square, Petite Belgique». Le Soir (em francês). Consultado em 7 Jul 2013
- Stengers, Jean (2000). «Sur l'histoire du gouvernement belge de Londres». Revue belge de philologie et d'histoire (em francês). 78 (3–4): 1009–1022. doi:10.3406/rbph.2000.4476
- Yapou, Eliezer (2006). «Belgium: Disintegration and Resurrection». Governments in Exile, 1939–1945. Jerusalem: [s.n.]